# Volt Bulgaria
Volt Bulgaria (in bulgaro Волт България?) è un partito politico bulgaro fondato nel 2018; rappresenta la sezione nazionale di Volt Europa, soggetto di matrice paneuropea a sostegno del federalismo europeo.
In occasione delle elezioni parlamentari del novembre 2021 ha eletto due deputati, risultato confermato nella successiva tornata elettorale del 2022 e ridotto a un deputato nelle elezioni parlamentari del 2023.

## Storia

### La fondazione e le prime elezioni
Volt Bulgaria nasce ufficialmente e viene registrato nel registro dei partiti bulgari a Sofia il 19 maggio 2018, con Nastimir Ananiev, precedentemente parlamentare di Il Movimento dei cittadini bulgari, come primo segretario del partito.
L'anno successivo Volt si candida alle elezioni europee raccogliendo lo 0,18 dei voti  e non eleggendo alcun eurodeputato.
Alle elezioni amministrative del 2019 Volt Bulgaria ha preso parte alla coalizione "Insieme per il cambiamento" che ha ottenuto il 7,12% dei voti ad Haskovo, il 6,12% a Rodopi, e il 6,39% a Sopot. Grazie ai voti ottenuti dalla coalizione Volt Bulgaria riuscì ad eleggere 3 consiglieri comunali, entrando per la prima volta nelle istituzioni bulgare. Nella stessa tornata Volt si candidó con la piattaforma politica Movimento Insieme alle elezioni comunali a Sofia, dove si fermó all'1,23% senza eleggere alcun consigliere comunale.
Nell'estate del 2020 Volt partecipa al l'ondata di proteste contro il governo bulgaro, partecipando anche a dei sit-in dinanzi al parlamento.

### Le elezioni parlamentari del 2021 e del 2022
Nei primi mesi de 2021 Volt Bulgaria manifesta l'intenzione di candidarsi alle elezioni legislative dello stesso anno ed inizia le interlocuzioni con i partiti politici antigovernativi.
Il 7 febbraio 2021 Volt annuncia l'ingresso nella coalizione Alzati BG! Stiamo Arrivando! guidata dall'ex difensore civico Maya Manolova e composta da Alzati.BG, Movimento 21, Il Trio Velenoso, il Movimento "Cittadini per la Bulgaria", il Partito Popolare Unito e l'Unione Nazionale Agraria. L'alleanza ottenne il 4,72% dei voti e 14 seggi alle elezioni parlamentari del 4 aprile 2021, ma Volt non riuscì ad entrare in parlamento. L'impossibilità di formare una maggioranza parlamentare, tuttavia, ha condotto all'indizione di nuove elezioni, fissate per il luglio successivo.
Volt partecipò alle elezioni parlamentari del luglio 2021 sempre all'interno della piattaforma Alzati BG! Stiamo Arrivando! che prese il 5,01% ed eleggendo 13 parlamentari, di cui nessun membro di Volt Bulgaria. Le elezioni non portarono a nessuna maggioranza certa e, dopo i tentativi infruttuosi delle forze politiche di formare un governo, vennero convocate delle nuove elezioni.
Il 29 maggio si tenne l'assemblea nazionale di Volt Bulgaria, che elesse un nuovo consiglio politico e due nuovi co-presidenti: Ventsislava Lyubénova e Simeon Trulev.
Il 6 settembre, attraverso un comunicato ufficiale, il nuovo direttivo di Volt Europa annuncia l'uscita dalla coalizione Alzati BG! e annuncia che parteciperà alle elezioni del 2019 con una nuova coalizione o in solitaria.
Il 17 gennaio Volt Bulgaria aderisce alla alleanza Continuiamo il Cambiamento, guidata dagli ex ministri Kiril Petkov e Asen Vasilev, insieme ai partiti Classe Media Europea e il Movimento politico Social-Democratico. Il partito Continuiamo il Cambiamento riuscirà a prendere parte alle elezioni proprio grazie a Volt, che gli consentirà di registrarsi, nonostante il ritardo, presso la commissione elettorale. Alle elezioni parlamentari del 14 novembre 2021 la coalizione Continuiamo il Cambiamento vinse le elezioni con il 25,32%, vincendo 67 seggi. Volt riuscì ad eleggere l'ex presidente del partito Nastimir Ananiev e, in seguito ad un ripescaggio, la attuale presidente Venzilava Lyubénova. Nei mesi successivi alle elezioni, Volt è riuscito, nonostante il suo numero esiguo di parlamentari, a fare eleggere Ventsislava Lyubenova come presidente della commissione affari esteri del parlamento bulgaro e Nastimir Aniev come presidente della commissione per le politiche regionali. Nei primi giorni della legislatura Aniev venne inoltre eletto come presidente della commissione ad-hoc e temporanea sull'organizzazione della assemblea nazionale, che si è occupata di regolamentare l'avvio della legislatura.
Alle elezioni parlamentari del 2022 Volt confermò la sua adesione alla piattaforma Continuiamo il Cambiamento. In seguito ad un calo dei consensi del PP, Volt riuscì a rileggere solamente Nastimir Ananiev. Successivamente, grazie a un ripescaggio, rientrò in Parlamento anche Venzilava Lyubénova. 

### Elezioni parlamentari del 2023
Alle elezioni parlamentari del 2023 Volt aderí al cartello elettorale di Continuiamo il Cambiamento—Bulgaria Democratica, che comprendeva anche il Movimento Verde, il SEC/SEK e Si, Bulgaria!. La coalizione ottenne il 23,54% delle preferenze e a Volt fu assegnato un seggio.
Alle elezioni anticipate del 2024, nella medesima coalizione elettorale, ottiene il 13,44%, uscendo dal parlamento dopo 3 legislature.

## Risultati elettorali
| Europee 2019               | 3 500   | 0,18    | 0 / 17  |
| Parlamentari aprile 2021   | 150 940 | 4,72    | 0 / 240 |
| Parlamentari luglio 2021   | 136 879 | 4,95    | 0 / 240 |
| Parlamentari novembre 2021 | 673 170 | 25,32   | 2 / 240 |
| Parlamentari 2022          | 506 099 | 19,52   | 2 / 240 |
| Parlamentari 2023          | 621 069 | 23,54   | 1 / 240 |
| Parlamentari 2024          | 307 848 | 14, 33% | 0 / 240 |
| 1. 2.                      |         |         |         |